# Кили, Дин
Дин Ки́ли (англ. Dean Kiely, род. 10 октября 1970 года в Солфорде, Большой Манчестер, Великобритания) — бывший ирландский футбольный вратарь, в настоящее время является тренером вратарей клуба английской Премьер-лиги «Кристал Пэлас».
Выступал за английские футбольные клубы, юношеские сборные Англии и национальную сборную Ирландии за которую провёл 11 матчей, участник чемпионата мира 2002 года в Японии и Южной Корее.
В течение клубной карьеры из 725 игр провёл 234 «сухих матча».

## Биография

### Ранние годы
Дин Кили родился 10 октября 1970 года в Солфорде в графстве Большой Манчестер. В школе начал заниматься футболом. Кили играл в молодёжной системе «Вест Бромвич Альбион», после которой перешёл в молодёжную академию «Ковентри Сити». 30 октября 1987 года Дин подписал свой первый профессиональный контракт с «небесно-голубыми». Однако попасть в основной состав команды Кили не удалось.

### Клубная карьера

#### Ранняя карьера
В ноябре 1989 года он отправился на правах аренды в «Ипсвич Таун». В новой команде Дину снова не удалось сыграть ни одного официального матча. 9 марта 1990 года Кили был арендован клубом «Йорк Сити», с которым вскоре вратарь подписал соглашение о переходе. В мае 1990 года Кили сыграл свой первый официальный матч за «йорков». Всего же в период с 1990 по 1996 год Дин Кили провёл 210 матчей в чемпионате, а также сыграл в памятном для команды матче против «Манчестер Юнайтед» на «Олд Траффорд» в рамках Кубка лиги, завершившимся победой «Йорк Сити» 3:0.

#### Бери
15 августа 1996 года Дин Кили перешёл в клуб Второго дивизиона Футбольной лиги «Бери», который заплатил за него 125 000 фунтов стерлингов. В сезоне 1996/97 «шейкеры» вели борьбу за выход в Первый дивизион. В предпоследнем матче сезона на «Викаридж Роуд» против «Уотфорда» (0:0) Дин оставил свои ворота в неприкосновенности, что обеспечило «Бери» повышение в классе. В следующем сезоне команде Кили удалось сохранить место в Первом дивизионе, заняв 17-е место. Однако в сезоне 1998/99 «Бери», заняв 22-е место по итогам чемпионата покинул Первый дивизион.

#### Чарльтон Атлетик
26 мая 1999 года Кили был куплен за 1 миллион фунтов стерлингов клубом Первого дивизиона «Чарльтон Атлетик». За новую команду Дин дебютировал 7 августа того же года в игре против «Барнсли» (3:1). В дебютном сезоне за «эддикс» Кили, сыграв 19 «сухих матчей» побил клубный рекорд Ники Джонса и помог своей команде занять 1-е место, добившись выхода в Премьер-лигу.
В Премьер-лиге Дин Кили дебютировал 19 августа 2000 года в домашнем мачте против «Манчестер Сити» (4:0). 30 января 2001 года в матче против «Дерби Каунти» (2:1), Дин получил травму и выбыл до конца сезона. Всего же в сезоне 2000/01 Дин провёл 25 матчей, пропустив 38 мячей и помог своей команде закрепиться в элитном английском дивизионе. В следующем сезоне «Чарльтон» занял 14-е место, а Кили провёл все матчи в чемпионате, в которых пропустил 47 мячей. По итогам года Дин был признан болельщиками лучшим игроком команды.
В сезоне 2002/03 Дин снова был основным голкипером команды, вновь сыграв все матчи в чемпионате 11 мая 2003 года в игре против «Фулхэма» (0:1) Кили совершил фол в своей штрафной площади, за что был удалён на 31-й минуте.
3 ноября 2003 года в игре против «Бирмингем Сити» (2:1) на «Сент-Эндрюс» Дин совершил, по своему признанию, самый любимый сейв в своей карьере, отбив удар нападающего «синих» Кристофа Дюгарри. В том сезоне Кили сыграл 37 матчей в чемпионате, пропустив 48 мячей. В конце сезона Дин во второй раз в карьере был признан болельщиками лучшим игроком «Чарльтона», набрав 43 % голосов. В сезоне 2005/06 Кили потерял место в основном составе, сыграв лишь в 3-х матчах чемпионата.
Дин Кили был основным голкипером «эддикс» с 1999 по 2005 год, став любимцем болельщиков. Главный тренер «Чарльтона» Алан Кербишли сумел раскрыть потенциал Дина Кили, который стал одним из самых надёжных вратарей английской Премьер-лиги.

#### Портсмут и Лутон
25 января 2006 года Дин Кили перешёл в состав другой команды английской Премьер-лиги «Портсмут». Дин дебютировал за «помпи» в матче Кубка Англии против «Ливерпуля» (1:2). Своей игрой во второй половине сезона 2005/06 Кили помог «Портсмуту» избежать вылета из элитного дивизиона. В межсезонье в «Портсмут» перешёл опытный голкипер Дэвид Джеймс. Не изъявив желания бороться за место в основном составе, Дин Кили в ноябре 2006 года покинул Портсмут и перешёл на правах аренды в клуб Чемпионшипа «Лутон Таун».
25 ноября 2006 года Кили дебютировал за «Лутон» в гостевом матче против «Саутгемптона» (1:2). Всего за «шляпников» Дин провёл 11 игр в чемпионате в которых пропустил 17 голов.

#### Вест Бромвич Альбион
30 января 2007 года подписал полуторагодовалое соглашение со своим родным клубом «Вест Бромвич Альбион». В родной команде Кили пришёл на смену вратарю Расселу Холту. На следующий день Дин провёл первый матч в Чемпионшипе за «дроздов» против «Плимут Аргайл» (2:1).